# Alfred Sauvy
Alfred Sauvy   (Vilanova de Raò, 31 d'octubre de 1898 - París, 30 d'octubre de 1990) va ser un demògraf i economista de la Catalunya del Nord. Va ser qui va crear el concepte de Tercer món el 1952.
Nascut en una família de propietaris agrícoles establerts al Rosselló, entre els seus ancestres hi havia el diputat Louis Ribes. El seu avi, Alfred Sauvy, va ser conseller general dels Pirineus Orientals i el seu altre avi va ser el general Tisseyre (1838-1937), comandant del XVII cos de l'exèrcit francés (del juliol del 1900 a novembre del 1903). Va ser mobilitzat per actuar en la Primera Guerra Mundial. Un cosí per la branca paterna va ser Eugène Sauvy, alcalde de Perpinyà del 1904 al 1907.
Estudià a la école polytechnique i s'establí a París, on dirigí l'Institut National d'Études Démographiques (1945 - 1962) i la revista Population. Deixeble de Maurice Halbwachs, s'adherí a les tesis natalistes d'Adolphe Landry. Participà en la política econòmica del govern de França

## Obres destacades
- Richesse et population (1944)
- Bien-être et population (1945)
- Théorie générale de la population (1952-54)
- Région Languedoc-Roussillon. Économie et population (1957)
- De Malthus à Mao-Tsé-Tung (1958)
- Malthus et les deux Marx (1963)
- Le socialisme en liberté (1970)
- Croissance zéro (1973)
- Éléments de démographie (1977)
- Le travail noir et l'économie de demain (1984)